# 變臉迷情
《變臉迷情》（英語：Devil Face, Angel Heart）是一部鍾少雄执导的驚慄片，於2002年上映。吳彥祖、黎姿、林雪主演。

## 剧情
本片講述一個殺手阿郎的故事，阿郎（吳彥祖飾）因天生臉部畸形而受盡岐視，連親生父母也不要他，只能與唯一關心自己的哥哥阿軍（林雪飾）相依為命。兩兄弟一同為替黑幫老大暴龍（姜皓文飾）當殺手，但暴龍根本不在乎兩兄弟的生命，只顧性虐待妻子Wendy，並因阿軍暴露了樣貌而派手下喪彪（陳子聰飾）解決二人。兩人到台灣做行動時被暴龍陷害，幸好阿郎及時殺死暴龍，但阿軍不久后便被喪彪撞死了。Wendy在暴龍死后接手老大位置，之前阿郎愛上了Wendy，但其實阿軍的死根本就是喪彪及Wendy設的陷阱。喪彪及Wendy一次與紅牛談判失敗，被紅牛派手下追殺，但Wendy被保鏢Micheal救走。Wendy迷上了Micheal的帥氣外貌，但其實Micheal是前來向Wendy復仇的……

## 角色
| 演員                        | 角色    | 備註 |
| 吳彥祖                      | 阿郎    | 殺手 自小天生臉部畸形，而受多人的岐視，連親生父母也不要自己，只有親生哥哥阿軍關心自己 阿軍之弟，被其保護 愛上Wendy，但被其陷害 暴龍之手下 中期表面被喪彪殺害，但實被一個險被暴龍性虐待但被自己救下的媽媽生救走並整容，改名為Micheal |
| 吳彥祖                      | Micheal | 保鏢 表面樣貌帥氣，實為阿郎整容后的樣貌 表面愛上Wendy，實向其復仇 因親生哥哥阿軍被Wendy害死而假扮另外一個人並接近其以方便復仇 最後自愿被Kent槍殺身亡                                                                                |
| 黎姿                        | Wendy   | 本片終極大反派 表面弱小，實利用能力強，容易利用他們替自己做事 暴龍之妻子，被其當為自己的私家槍袋 害死阿軍、間接令喪彪的鼻被割下 表面利用阿郎殺害暴龍並害死其，實被其以整容報仇 最後被紅牛手下輪姦后在救護車上被喪彪咬掉鼻子         |
| 馮德倫                      | 譚文傑  | 阿Kent 警員 羅迪之好友 雖懷疑阿郎為殺手，但在一次暗殺行動因同情郎極度醜陋的面容而放走他；後來被暴龍追殺時，阿郎亦把他放走 最後和阿郎互開槍，但因阿郎事先故意卸掉槍中子彈而被阿Kent殺死                                              |
| 林雪                        | 阿軍    | 殺手 阿郎之兄，對其進行保護並十分關心他 暴龍之手下 最後被暴龍指使的喪彪撞下海死亡 |
| 姜皓文                      | 暴龍    | 黑幫龍頭 Wendy之夫，當其為自己的私家槍袋 喪彪、阿郎、阿軍之老大，對兩人毫不關心 最後被阿郎用刀割喉殺害 |
| 陳子聰 （粵語配音：陳欣）   | 喪彪    | Jinnmy哥 小混混，殺手之一 暴龍之手下 與Wendy合作利用阿郎殺害暴龍，但后期被Wendy出賣 紅牛之天敵，因被Wendy出賣而被其手下割下鼻子 最後在救護車上重遇Wendy，一怒把其鼻子咬掉                                                           |
| 李煒尚                      | 紅牛    | 黑幫老大 阿郎、Wendy、喪彪之天敵，並割下其鼻子 和Wendy的幫派不和 最後在阿郎的通風報信下得知Wendy要毒殺自己而要求手下輪姦其 |
| 李燦森                      | 羅迪    | 休班警員Kent之好友，因發現阿軍的面貌而被阿郎暗殺身亡 |
| 林熙蕾 （粵語配音：陸惠玲） | Sandy   | Kent之女友 |